# Spaziali
Nel Ciclo della Fondazione e nel Ciclo dei Robot di Isaac Asimov gli spaziali furono i primi terrestri a fondare colonie nello spazio. Dopo circa un millennio, gli spaziali decisero di recidere ogni legame politico con la Terra e di attuare una politica di controllo delle nascite per sostenere un'alta qualità di vita, insieme all'impiego estensivo dei robot. Si nota inoltre la loro longevità, circa quattro volte la vita di un terrestre. Questo permise loro di guadagnare la supremazia militare nei confronti della Terra.
I Siriani (abitanti di Sirio), che compaiono nella serie di romanzi giovanili di Lucky Starr, vengono presentati come una popolazione molto simile agli spaziali.
I romanzi di Asimov raccontano la progressiva decadenza dei mondi degli spaziali e la scomparsa dei robot dalla vita quotidiana dell'umanità. I dettagli precisi variano da romanzo a romanzo, e almeno in un caso – quello della contaminazione della Terra a causa di sostanze radioattive – delle scoperte scientifiche successive alla stesura delle opere costrinsero lo scrittore a rivedere le proprie tesi.

## Storia
Nel periodo di tempo che va dai racconti ambientati nel futuro prossimo (come quelle della raccolta Io, Robot) ai romanzi del Ciclo dei Robot, i terrestri iniziarono a sciamare fuori dal loro mondo sovrappopolato e si stabilirono su trenta pianeti extrasolari, il primo dei quali fu Aurora, orbitante intorno a Tau Ceti.
Questo periodo fu noto nella storia successiva come Impero Terrestre (termine improprio in quanto non organizzato in un impero come il successivo e ben noto Impero Galattico, quanto una Federazione).
Col passare dei secoli, sebbene la Terra dominasse le colonie con autoritarismo e centralismo, queste iniziarono a prosperare, soprattutto grazie all'introduzione dei robot positronici che invece furono banditi sulla Terra.
Anche con l'aiuto di nanotecnologie e di stili di vita perfetti, ben presto gli Spaziali, come i terrestri iniziarono a chiamare con spregio i coloni, raggiunsero vite lunghe secoli e i loro mondi prosperarono, tanto da colonizzarne a loro volta altri.
Il risentimento terrestre crebbe, così come crescevano le masse del Mondo Natale, e i mondi esterni furono obbligati ad accettare un'immigrazione sempre più incontrollata e leggi commerciali sempre più sfavorevoli.
Alla fine, Aurora guidò una coalizione di Mondi Spaziali in una guerra con la Terra, nota come Guerra delle Tre Settimane, con cui gli Spaziali secedettero dalla Terra, dopo averla sconfitta, riunendosi a loro volta in una Federazione con a capo Aurora.
I terrestri furono confinati per molti secoli successivi nel loro sistema planetario e i contatti con gli Spaziali furono interrotti.
Aurora divenne in breve il mondo spaziale più autorevole, e gli Spaziali stessi colonizzarono autonomamente altri mondi, ultimo dei quali fu Solaria, e da trenta originali divennero infine cinquanta.
Solo un migliaio di anni dopo, con la creazione di Spacetown a opera del dr. Roj Sarton, gli Spaziali ripresero contatto coi terrestri stabilendo basi militari sul pianeta.
Lo sviluppo dei rapporti successivi e la nuova spinta colonizzatrice terrestre sono narrati nei romanzi del Ciclo dei Robot, a partire da Abissi d'acciaio.
Processi sociologici mai descritti in dettaglio portarono alla decadenza di questi mondi; il loro predominio militare fu annientato dalla costituzione, da parte di una seconda ondata di esploratori terrestri, di nuove colonie in altre regioni della Galassia.
Nell'epoca dell'Impero Galattico i Mondi Spaziali sono ormai un mito, essendo tutti decaduti, depopolati o addirittura sterraformati, anche se è probabile ritenere che nei primi millenni pre-imperiali numerosi Mondi Spaziali continuarono a esistere come pianeti abitati. Solamente Solaria, di nascosto e isolata dall'intera umanità, continua lo sviluppo della sua società individualista.
Nel 12.018 dell'Era Galattica, Hari Seldon scopre che i superstiti auroriani si erano stabiliti in un momento non meglio precisato della Storia nella capitale imperiale Trantor, dando vita al settore di Micogeno.
Nel romanzo Fondazione e Terra, i protagonisti sbarcano su Solaria e riprendono contatto coi suoi abitanti, che nel corso dei millenni si sono modificati geneticamente tanto da divenire ermafroditi.

## Sviluppi successivi e altri riferimenti nelle opere di altri autori
Il romanzo Nemesis suggerisce che gli spaziali potrebbero essere stati in realtà discendenti di esseri umani selezionati da un'intelligenza non-umana in base alle loro caratteristiche mentali. Ad ogni modo la trama del racconto è completamente slegata dal resto delle opere di Asimov, a parte per una breve citazione all'interno di Fondazione anno zero.
La trilogia "Robot Mystery", dell'autore Mark W. Tiedemann, è ambientata nella continuity asimoviana fra i fatti di I robot dell'alba e quelli del successivo I robot e l'Impero; essa presenta gli spaziali come un gruppo geneticamente diverso dai Terrestri e dai loro discendenti. I lavori di Tiedemann cercano di aggiornare l'opera di Asimov in base alle ultime scoperte scientifiche e ai temi caratteristici della fantascienza contemporanea, ad esempio motivando l'assenza di nanotecnologie nell'universo descritto da Asimov. Secondo il romanzo Aurora (2002), gli effetti cumulativi delle alterazioni genetiche legate all'uso delle nanotecnologie hanno separato geneticamente gli spaziali dal resto dell'umanità, al punto tale che la parola "uomo" contenuta nelle tre leggi della robotica non può applicarsi nei loro confronti.

## Pianeti degli Spaziali conosciuti
I Mondi Spaziali citati dall'autore, sono nel presente elenco incompleto:
- Acrisia
- Aurora
- Capella
- Euterpe
- Faunus
- Hesperos
- Inferno
- Keresia
- Melpomenia
- Nexon
- Osiris
- Pallas
- Pallena
- Proclas
- Rhea
- Saon
- Smitheus
- Solaria
- Tethys
- Theia